# Venas di Cadore
Venas di Cadore is een plaats (frazione) in de Italiaanse gemeente Valle di Cadore.